# 宮古市立鵜磯小学校
宮古市立鵜磯小学校（みやこしりつ ういそしょうがっこう）は、岩手県宮古市重茂にあった公立小学校。

## 概要
重茂半島の海沿いの高台に建つ小学校である。

## 沿革
- 2011年（平成23年）
  - 3月11日 - 東北地方太平洋沖地震（東日本大震災）に伴う津波発生により、1階部分が水没
  - 4月25日 - 宮古市立重茂小学校の校舎にて、学校を再開
- 2014年（平成26年）3月 - 宮古市立重茂小学校に統合され廃校

## 東日本大震災による影響
2011年3月11日に起きた東北地方太平洋沖地震（東日本大震災）に伴う津波が高さ十数メートルのがけを駆け上がり、2階建て校舎の1階部分が被害を受けた。しかし、児童や保護者は全員無事であった。2011年度の授業は児童の心理面や通学路の安全上の理由により、重茂小学校を間借りして再開されることとなった。

## 交通
- JR山田線（現：三陸鉄道リアス線） 磯鶏駅から直線距離で約5km